# Naver
Naver (korejsky: 네이버) je jihokorejská online platforma provozovaná společností Naver Corporation. Debutoval v roce 1999 jako první webový portál v Jižní Koreji. Byl také prvním operátorem na světě, který zavedl funkci komplexního vyhledávání, která sestavuje výsledky vyhledávání z různých kategorií a prezentuje je na jediné stránce. Naver od té doby přidal množství nových služeb, od základních funkcí, jako je e-mail a zprávy, až po světově první online platformu otázek a odpovědí Knowledge iN. 
V září 2017 zpracovával vyhledávač 74,7 % všech webových vyhledávání v Jižní Koreji a měl 42 milionů registrovaných uživatelů. Více než 25 milionů Korejců má Naver jako úvodní stránku ve svém výchozím prohlížeči a mobilní aplikaci má denně 28 milionů návštěvníků. Naver je také přezdíván "korejský Google".

## Aplikace
| anglický název     | korejský název | popis |
| ------------------ | -------------- | --- |
| Naver Mail         | 네이버 메일    | aplikace pro zasílání mailů (můžeme ji přirovnat k Gmail)                                                            |
| Naver Cafe         | 네이버 카페    | služba umožňující vytvářet vlastní internetové komunity                                                              |
| Naver Blog         | 네이버 블로그  | služba umožňující psát blogy                                                                                         |
| Naver Knowledge IN | 네이버 지식IN  | Platforma umožňuje uživatelům klást jakoukoli otázku a přijímat odpovědi od ostatních uživatelů.                     |
| Naver Shopping     | 네이버 쇼핑    | internetový obchod (lze přirovnat k Alza.cz, Mall.cz...)                                                             |
| Naver Pay          |                | Platební služba společnosti Naver Financial, dceřiné společnosti Naver, spuštěná 25. června 2021.                    |
| Naver TV           | 네이버TV       | Platforma pro streamování a sdílení videa, která poskytuje především webová dramata distribuovaná společností Naver. |
| Naver Dictionary   | 네이버 사전    | slovník |
| Webtoon            | 네이버 웹툰    | Platforma webových komiksů, kde mají uživatelé bezplatný přístup k řadě Webtoonů vytvořených profesionálními umělci. |
| Naver Papago       | 네이버 파파고  | překladač (lze přirovnat k Překladač Google)                                                                         |
| Naver Band         | 네이버 밴드    | Platforma umožňující komunikaci                                                                                      |